# Verity Marks
Verity Marks (* 27. Dezember 2003 in Wolverhampton, Vereinigtes Königreich) ist eine britisch-kanadische Schauspielerin.

## Leben
Verity Marks wurde 2003 in Wolverhampton, Vereinigtes Königreich geboren und zog 2008 im Alter von 5 Jahren nach Winnipeg, Kanada. Dort wirkte sie bereits früh an verschiedenen Musical- und Theaterproduktionen mit sowie als Schauspielerin in Werbespots der Assiniboine Credit Union.
Marks hat ihre Schauspielausbildung an der Identity School of Acting in London absolviert.
Ab 2014 übernahm sie vermehrt Rollen in größeren Film- und Fernsehproduktionen und erhielt in 2020 eine der Hauptrollen in dem Horrorfilm Toys of Terror. 2025 ist sie in der Rolle der Ronnie im Horrorfilm Clown in a Cornfield zu sehen.

## Filmografie (Auswahl)
- 2014: Reasonable Doubt
- 2019: I Am Somebody's Child: The Regina Louise Story (Fernsehfilm)
- 2019: The Christmas Club (Fernsehfilm)
- 2020: Cheerleader Abduction
- 2020: Toys of Terror
- 2021: Love Strikes Twice (Fernsehfilm)
- 2021: Missing and Alone (Fernsehfilm)
- 2023: Made for Each Other (Fernsehfilm)
- 2023: Elevator Game
- 2024: Hanukkah on the Rocks (Fernsehfilm)
- 2024: Following Yonder Star (Fernsehfilm)
- 2025: Clown in a Cornfield